# Кермек напівкущовий
Кермек напівчагарниковий (Limonium suffruticosum (L.) O.Kuntze) — вид рослин родини кермекових.

## Морфологічна характеристика
Малолиста рослина, листки середні за розміром, нижні зібрані в розетку, фототрофні, черешкові; листкові пластинки цілісні, цілокраї, з клиноподібною основою і тупою верхівкою; середні, стеблові та верхні (приквіткові) — лускоподібні; склероморфні. Стебла прямостоячі, розгалужені нижче середини, головний пагін напіврозетковий. Висота 0,2-0,8 м. Віночок фіолетово-синій.

## Умови місцезростання
Приморські солончаки та солонці.

## Природоохоронний статус
Рідкісний. Охороняється в НПП «Азово-Сиваський».

## Наукове значення
Рідкісний номадійсько-туранський вид на західній межі ареалу.

## Поширення на Херсонщині
Лівобережжя: Північне Присивашшя.

## Чисельність та структура популяцій
Локальні популяції досить чисельні.

## Причини зміни чисельності
Зміна гідрологічного режиму, надмірний випас.